# Åsa-Hanna (film)
Åsa-Hanna är en svensk dramafilm  från 1946 i regi av Anders Henrikson. 

## Handling
Hanna bor i en småländsk by; hon är vacker och har många friare. Hon gifter med Frans trots hans dåliga rykte. Strax före bröllopet kommer Magnus, som lämnat byn för att studera, hem och Hanna inser att det är honom hon älskar. Hon gifter sig trots allt med Frans, men inser efter några år att ryktena om honom är sanna. En dag erkänner Frans att han och hans mor mördat hans farfar, Hanna beslutar sig för att skydda Frans för barnens skull. Samtidig har Magnus gift sig med Ida. När deras gård brinner ner åker Magnus till Amerika för att spara till en ny. Hanna tar hand om Ida, men Frans och Ida inleder snart ett förhållande och försöker få Magnus förklarad som rymling för att kunna upplösa äktenskapet och komma över hans marker. Hanna förstår planerna och beslutar sig för att ange Frans, samtidigt som hon erkänner att de båda gett Frans mor för mycket medicin på dödsbädden. De båda häktas för mord, men Hanna är trots det nöjd eftersom hon räddar Magnus gård.

## Om filmen
Filmen premiärvisades 18 mars 1946. Som förlaga använde man Elin Wägners roman Vansklighetens land från 1917; romanens titel ändrades året därpå till Åsa-Hanna. Inspelningen skedde vid Europa Studio i Sundbyberg samt vid Norshult utanför Växjö av Harald Berglund.

## Rollista i urval
- Aino Taube[1] - Åsa-Hanna
- Edvin Adolphson - Frans Adamson, handelsman, hennes man
- Hilda Borgström - Mor Fia, Frans mor
- Marianne Löfgren - Ida Pettersson
- Carl Deurell - Elias, prosten
- Dagmar Ebbesen - Mor Katrina, Hannas mor
- Olle Hilding - Efraim på Åsen, Hannas far
- Rut Holm - Kok-Martina
- Gösta Prüzelius - Magnus Pettersson på Nygård, Idas man
- Anna Olin - prostinnan
- Carl-Gunnar Wingård - K.E. Andersson, länsman
- Greta Berthels - fru Liljelund, barnmorskan
- Anders Henrikson - Anders Petter, Hannas morbror
- Astrid Bodin - Tilda, Adamssons piga
- Magnus Kesster - Snabben

## Musik i filmen
- "Värnamovisan", text av Algot Fogelberg och Arvid Lindström, sång Aino Taube (nynnar)
- "Han har kämpat, han har vunnit", kompositör Johann Schop, text Johan Olof Wallin
- "O Guds Lamm, som borttager världens synder" sång Carl Deurell